# 紅裸翼鯛
紅裸翼鯛（俗称龙利鱼）為輻鰭魚綱鱸形目鱸亞目鯛科的其中一種，分布於東南大西洋區，從納米比亞至莫三比克Beira海域，棲息深度20-150公尺，體長可達45公分，棲息在沿海海域，成群活動，屬肉食性，可做為食用。魚肉质无色无味，淡水养殖，主要出口国越南。